# Furo
Ne doit pas être confondu avec Sentō ou Onsen.
Un furo ou ofuro ou furo-oké ou bain japonais (お風呂, bain, en japonais) est un bain chaud domestique d'hydrothérapie traditionnel d'habitat japonais, variante du jacuzzi, rituel journalier de la culture japonaise destiné à l'hygiène, à la santé, à la relaxation et au bien-être (et non pas au nettoyage du corps).

## Étymologie
Un ofuro (お風呂) (représenté par le caractère 湯 prononcé yu « eau chaude ») est un mot japonais composé du mot « furo » (bain) et du préfixe honorifique « o ». La salle de bain utilisée pour le furo s'appelle furoba (風呂場), et prendre un bain se dit ofuronihairu. 

## Description

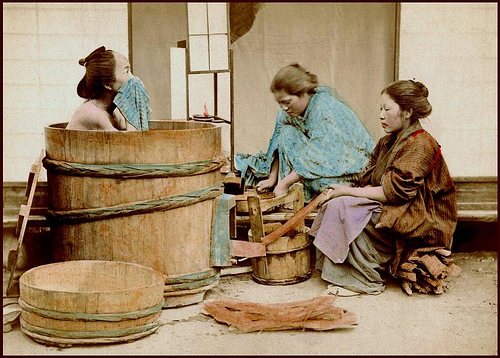
Bain japonais traditionnel d'un samouraï (XIXe siècle)

Un furo est, à son origine ancestrale, une forme de baignoire domestique familiale japonaise, d'habitat japonais traditionnel, sous forme de baquet en bois (traditionnellement en hinoki, cyprès du Japon, ou en sugi, Cèdre du Japon) de divers tailles (généralement étroit, individuel, ou pour plusieurs personnes), avec une eau chaude chauffée à environ 38 à 50°C par (à l'origine) un poêle à bois intégré dans la partie basse de sa structure, et avec si possible une vue sur un jardin ou sur un paysage de nature. Un couvercle en bois recouvre la baignoire pour maintenir la température de l'eau lorsqu'elle n'est pas utilisée. À l'image d'un jacuzzi ou d'une piscine, les Japonais prennent traditionnellement préalablement une douche, à proximité, pour conserver l'eau propre. 
Le rituel ancestral de culture japonaise traditionnelle consiste à s'immerger environ 20 minutes jusqu'au cou, ou complètement, assis sur un banc, dans de l'eau chaude à 38 à 50°C. Ce rituel bienfaisant quotidien de bain chaud aux vertus apaisantes et revitalisantes est destiné à la santé, à la relaxation et au bien-être par hydrothérapie,(plutôt qu'au nettoyage du corps).

Quelques furos traditionnels
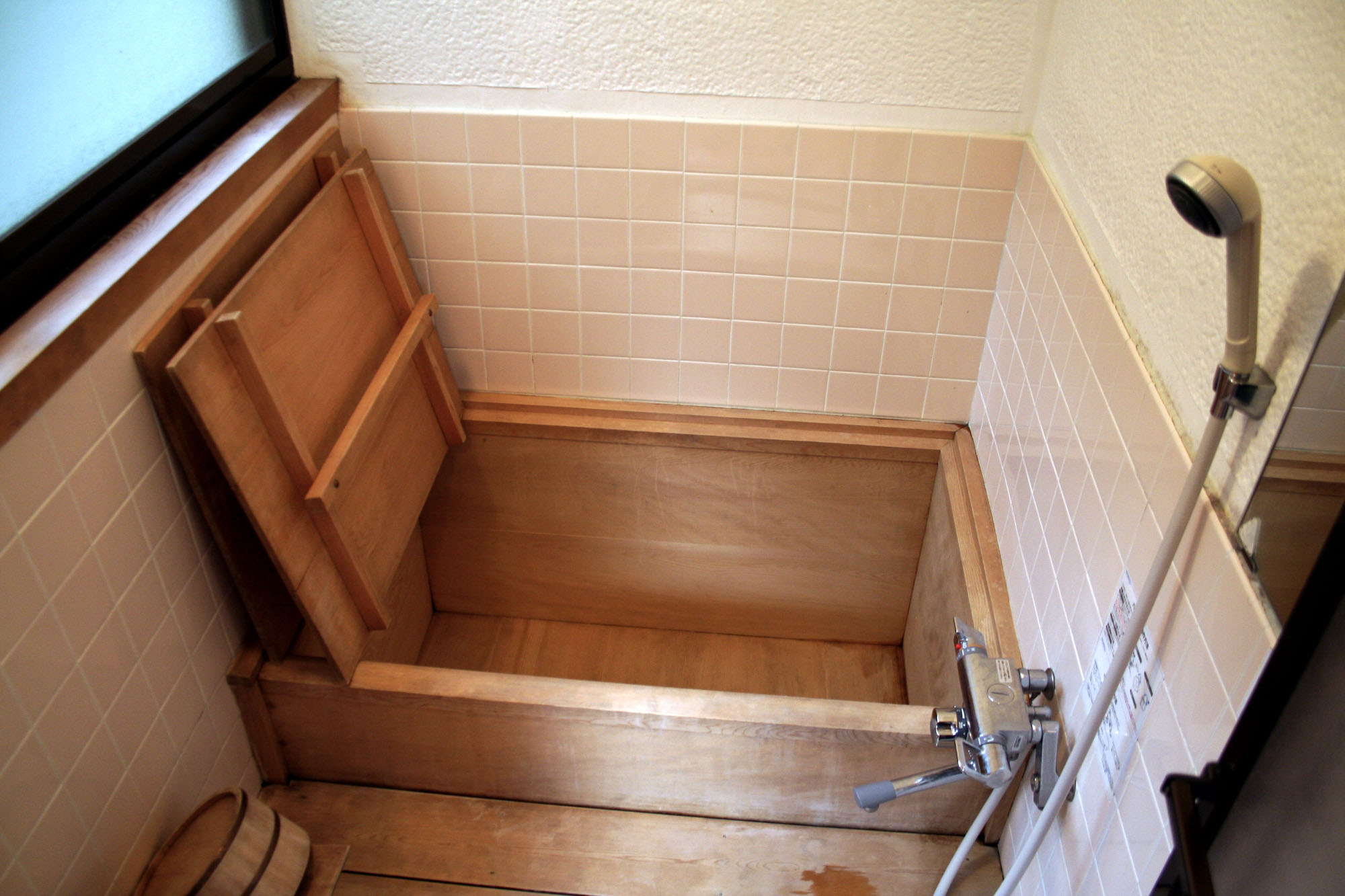
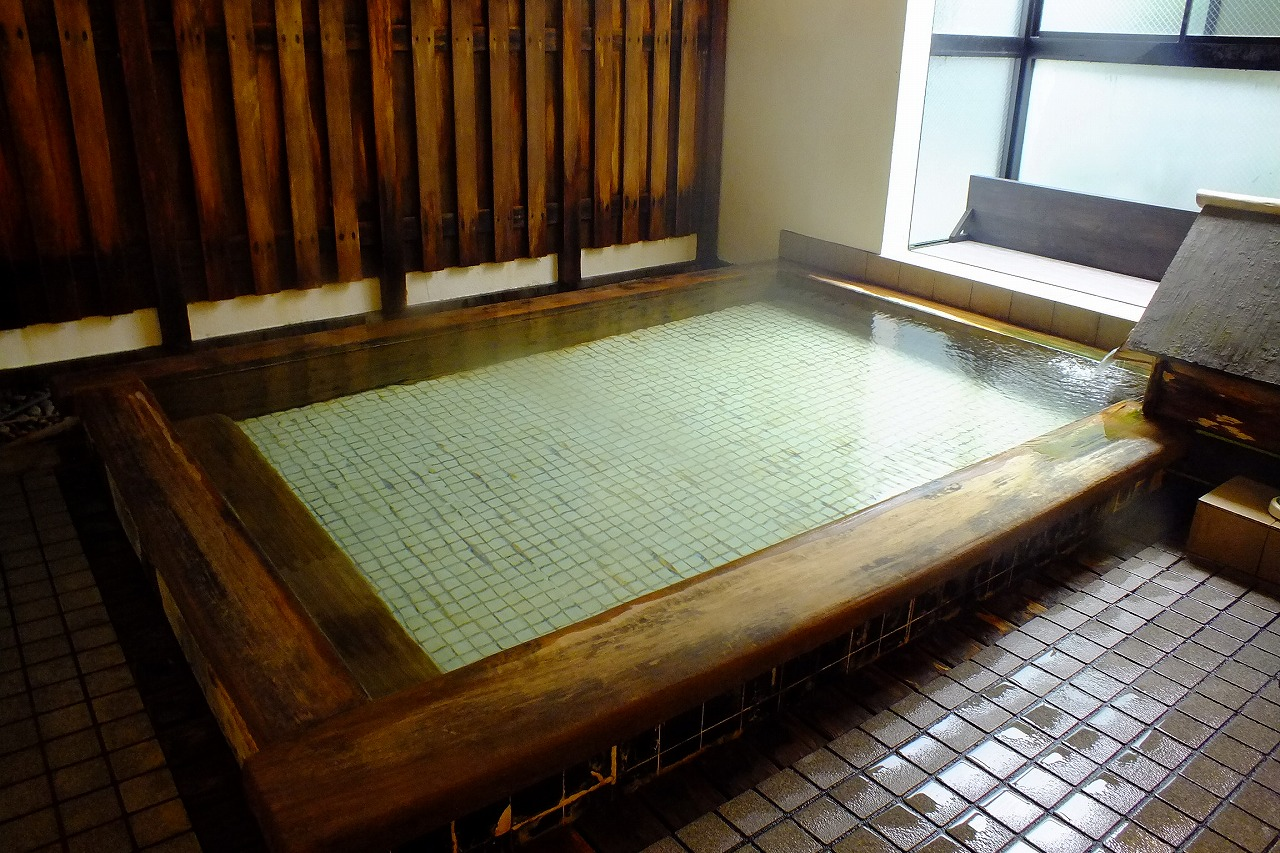
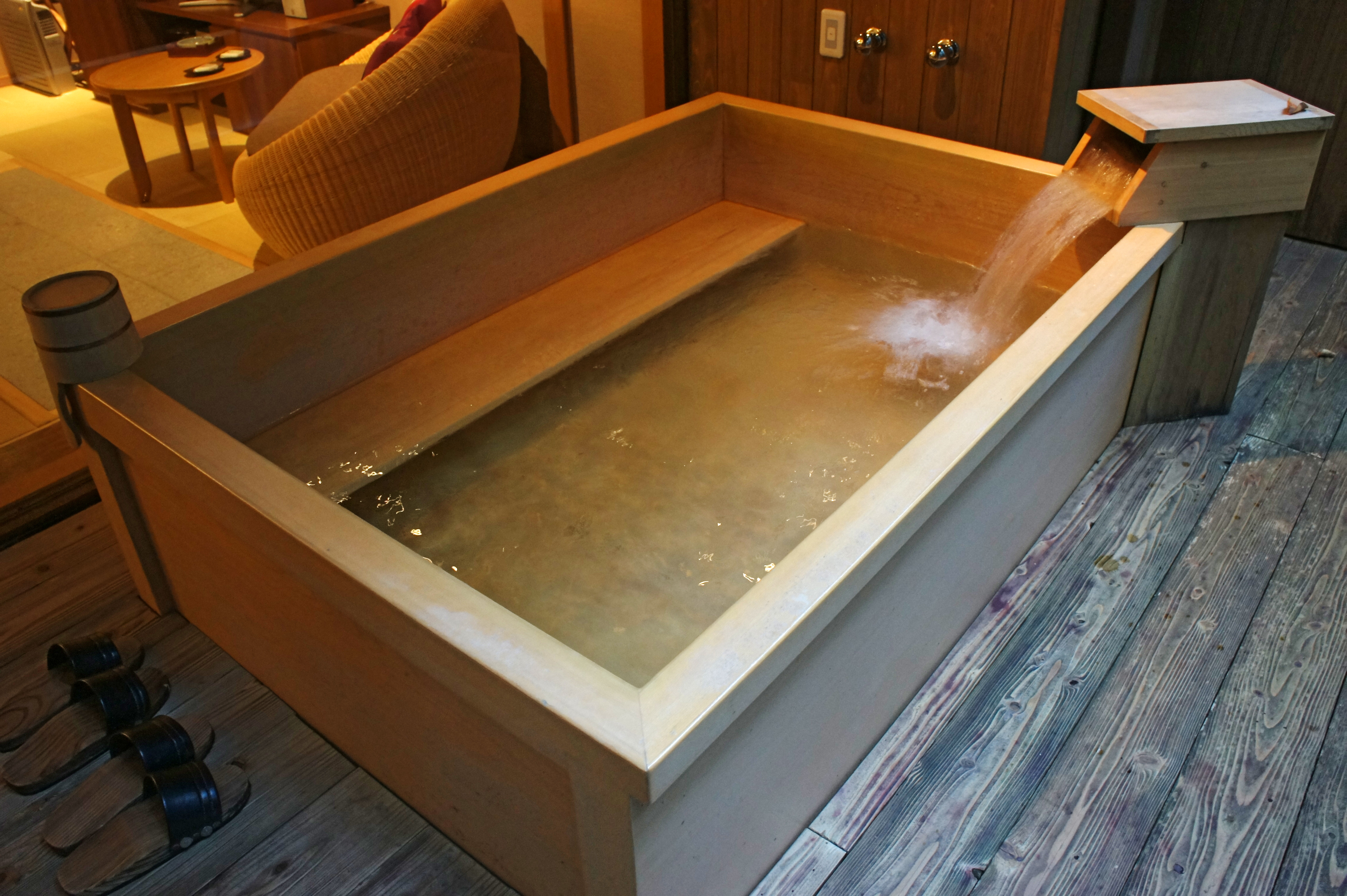
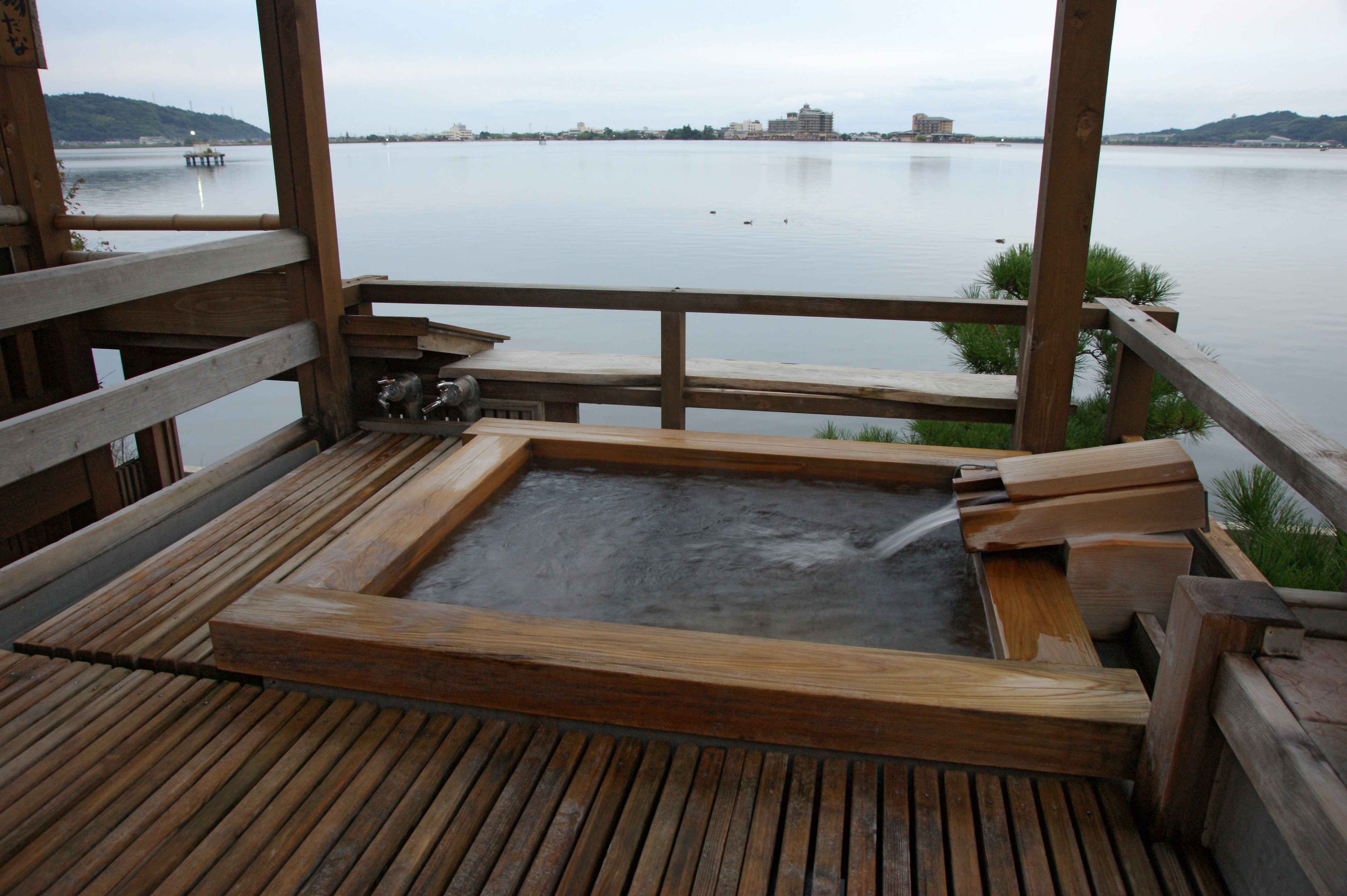
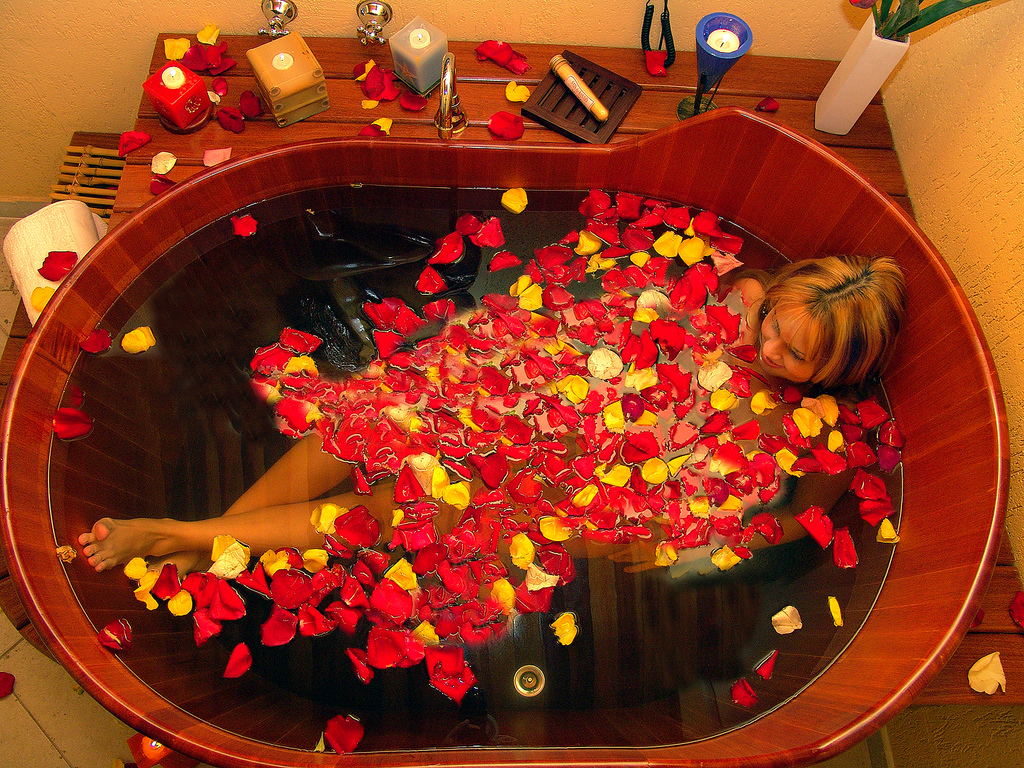
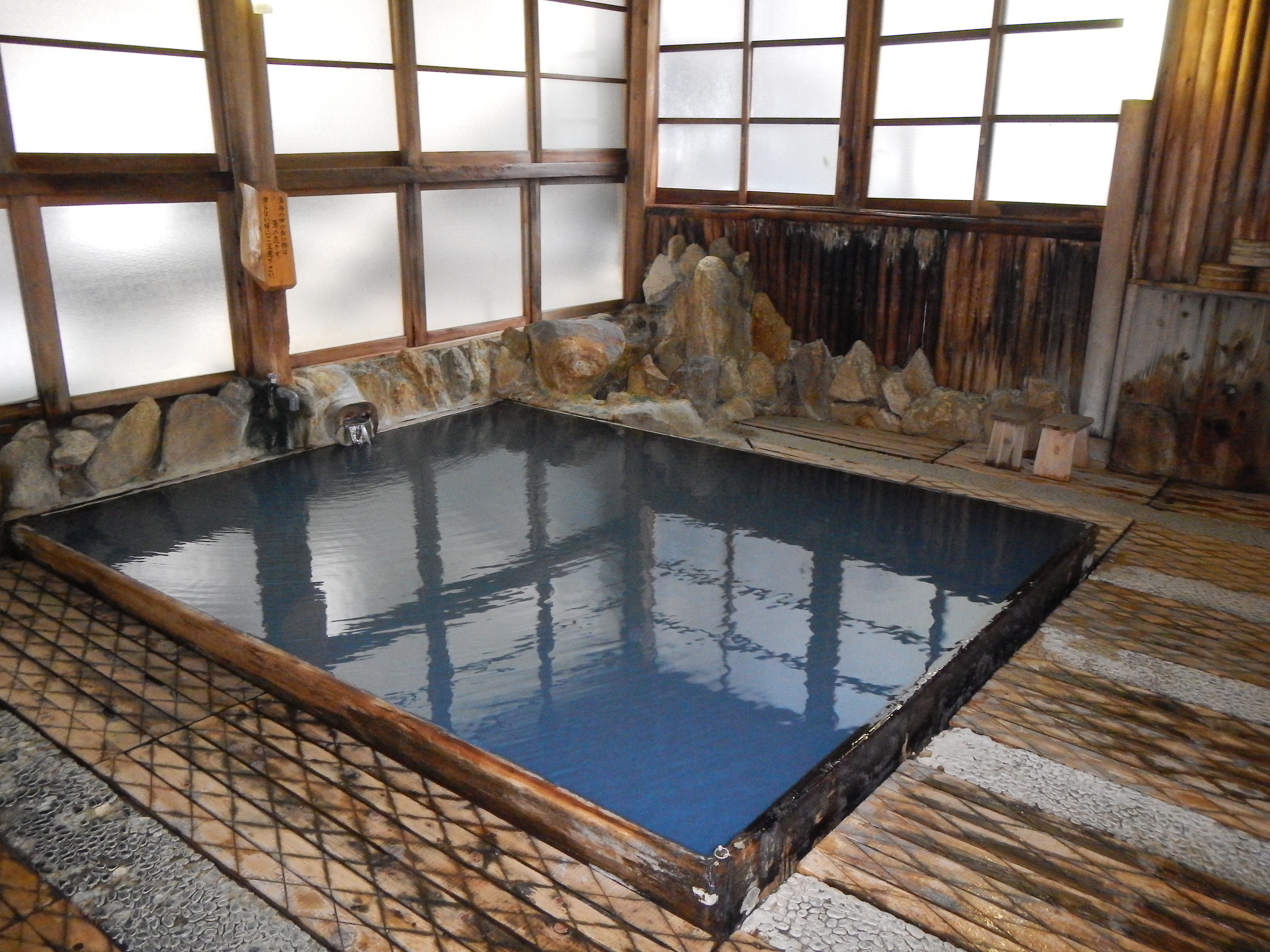
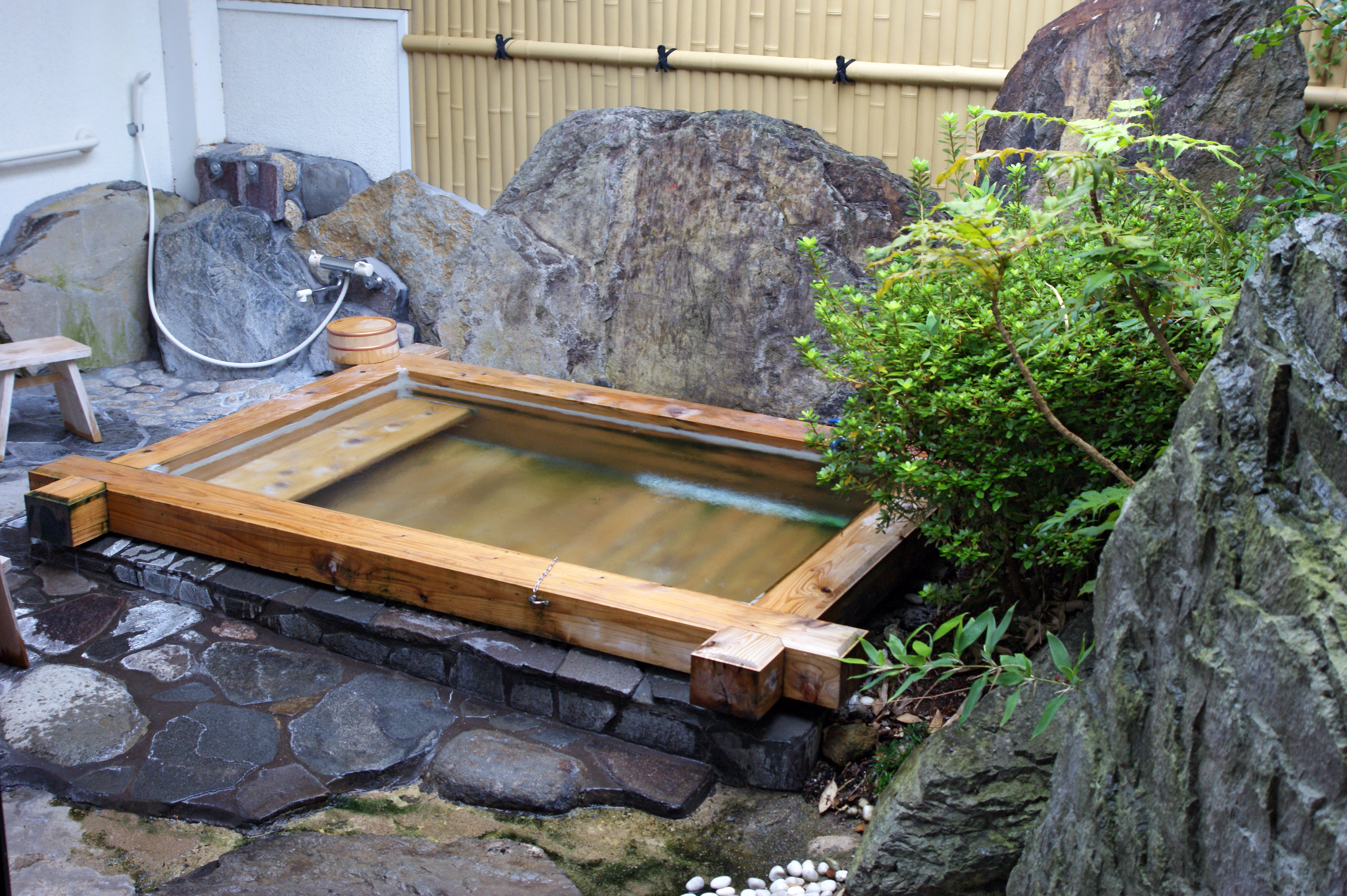
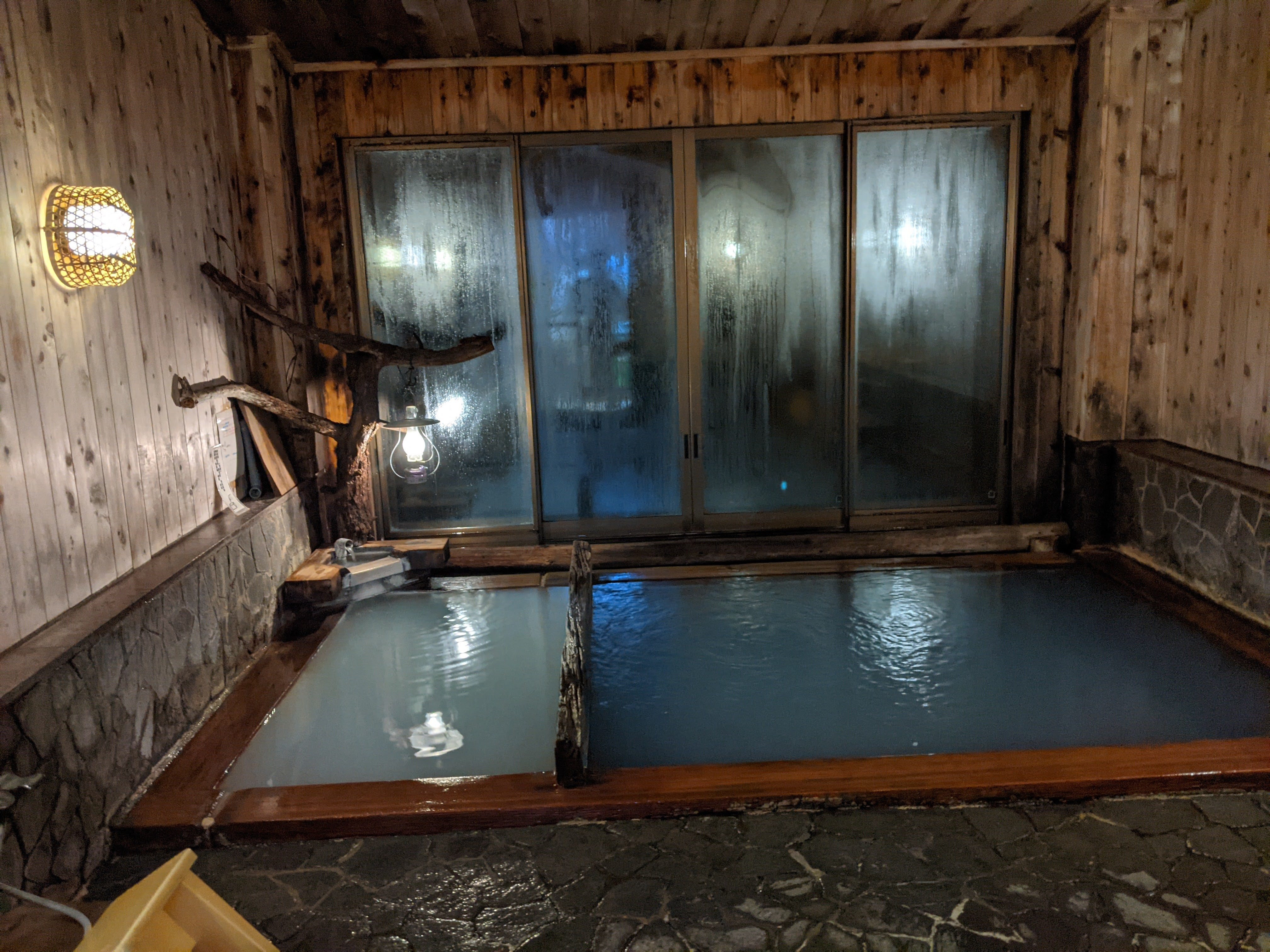
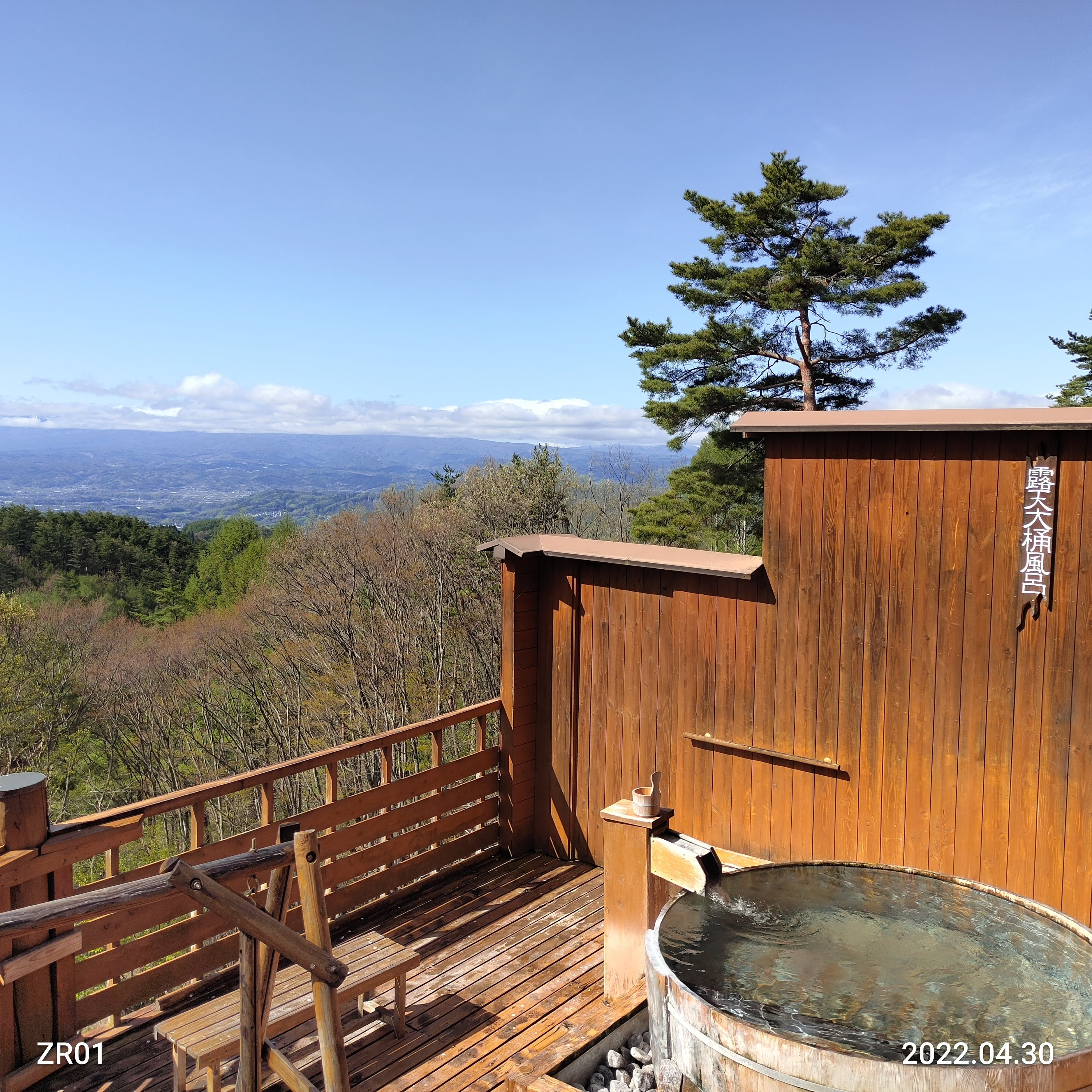

Ce rituel culturel de « bain japonais » est également lié à l'origine au rite sacré de purification corporelle et spirituelle (misogi), au dieu de l'eau Suijin du shintoïsme et de la mythologie japonaise, ainsi qu'aux quatre éléments de la nature : la terre (le bain en bois), le feu (la chaleur), l'eau (du bain), et l'air (la vapeur du bain). 

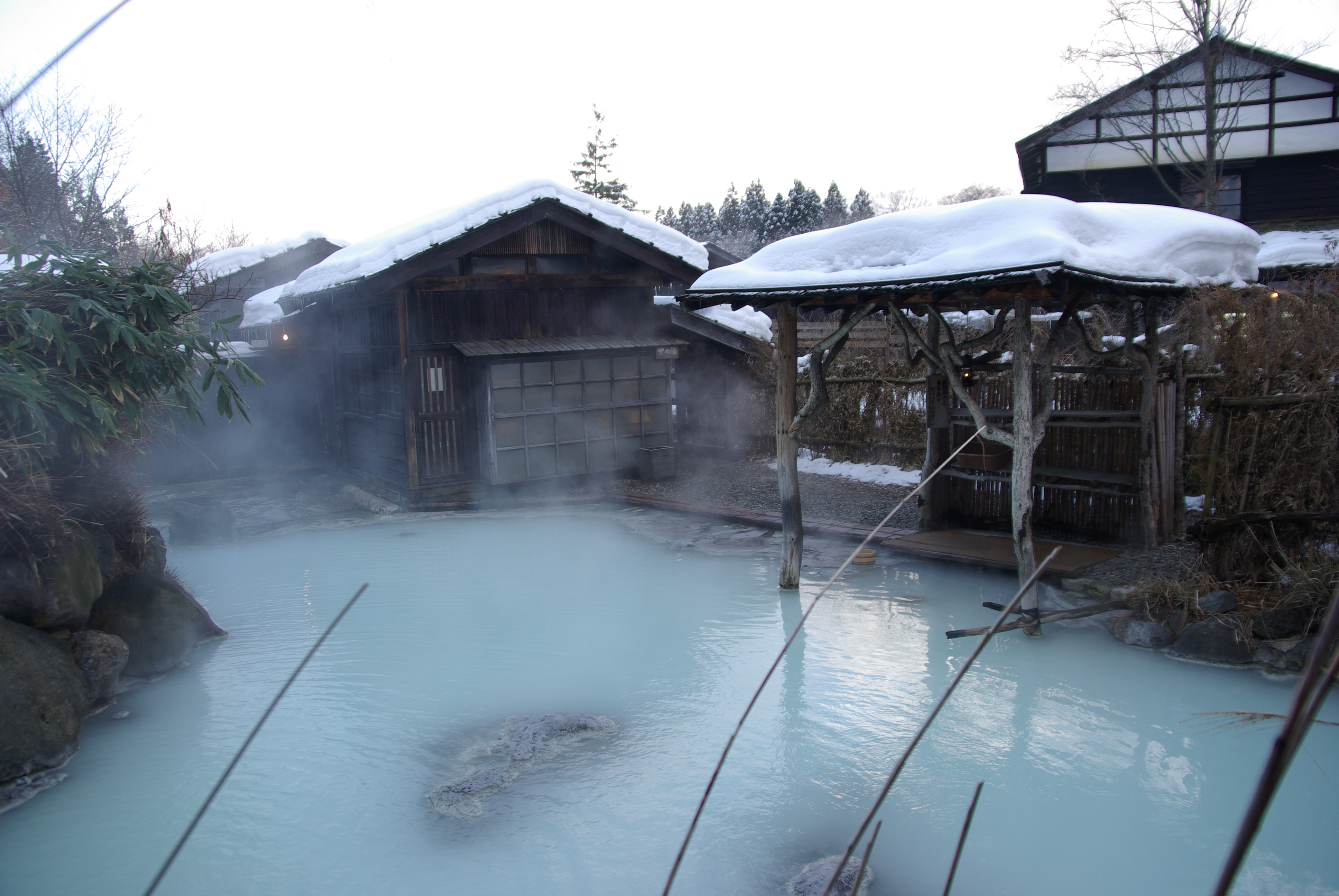
Onsen de la ville thermale japonaise de Semboku.

Le furo peut être décliné en bains publics (sentō), ou en bain thermal en plein air de source chaude naturelle de thermalisme japonais (onsen).

## Au cinéma
- 1988 : Mon voisin Totoro,  film d'animation d'Hayao Miyazaki. Le père et ses deux filles prennent un bain collectif dans la baignoire en bois.
- 2014 : Tokyo Fiancée, de Stefan Liberski, d'après le roman Ni d'Ève ni d'Adam, d'Amélie Nothomb[11].